# Den vassa eggen (film, 1946)
För andra betydelser, se Den vassa eggen.
Den vassa eggen (engelska: The Razor's Edge) är en amerikansk dramafilm från 1946 i regi av Edmund Goulding. Filmen är baserad på W. Somerset Maughams roman Den vassa eggen (The Razor's Edge). I huvudrollerna ses Tyrone Power och Gene Tierney. Filmen nominerades till fyra Oscars, och vann en, i kategorin bästa kvinnliga biroll (Anne Baxter). Clifton Webb var även nominerad till bästa manliga biroll, men vann inte. Webb fick istället en Golden Globe tillsammans med Baxter för bästa manliga respektive kvinnliga biroll.

## Handling
Larry Darrell är traumatiserad efter sina upplevelser som pilot under första världskriget. Det är tänkt att han och Isabel Bradley skall gifta sig, men Larry vill hitta en mening med livet och reser till Paris där han lever bohemliv. Isabel bestämmer sig istället för att gifta sig med Larrys förmögne vän Gray. När det går allt sämre för de av Larrys bekanta som satsar på materialism kommer Larry allt mer till insikt om sig själv.

## Rollista
- Tyrone Power - Larry Darrell
- Gene Tierney - Isabel Bradley
- John Payne - Gray Maturin
- Anne Baxter - Sophie MacDonald
- Clifton Webb - Elliott Templeton
- Herbert Marshall - W. Somerset Maugham
- Lucile Watson - Louisa
- Frank Latimore - Bob MacDonald
- Elsa Lanchester - Miss Keith